# The Ultimate Collection - Notes from Planet Earth
The Ultimate Collection - Notes from Planet Earth es un compilado de Chris de Burgh publicado por
A&M Records en 2001.
Incluye versiones originales de canciones exitosas como "The Lady In Red", "Borderline", "Don´t Pay The Ferryman" y "This Waiting Heart", temas nuevos como "When I Think of You" y "Two Sides To Every Story", interpretado con
Shelley Nelson, y nuevas versiones de "Missing You" y "Patricia The Stripper".

## Canciones
Todas las canciones compuestas por Chris de Burgh, excepto "Two Sides To Every Story".
(La lista de canciones pertenece a una Edición Especial del álbum).
1. "Don´t Pay The Ferryman" - 3:50
(Producido por Rupert Hine y publicado originalmente en 1982).
2. "Missing You 2001" - 4:03
(Producido por Chris Porter y Chris de Burgh). (Versión original producida por Paul Hardiman y
Chris de Burgh y publicada en 1988).
3. "Fatal Hesitation" - 4:15
(Producido por Paul Hardiman y publicado originalmente en 1986).
4. "Ship To Shore" - 3:42
(Producido por Rupert Hine y publicado originalmente en 1982).
5. "The Lady In Red" - 4:16
(Producido por Paul Hardiman y publicado originalmente en 1986).
6. "When I Think of You" - 3:25
(Producido por Chris Porter y Chris de Burgh y publicado originalmente en 1999).
7. "Sailing Away" - 4:59
(Producido por Paul Hardiman y Chris de Burgh y publicado originalmente en 1988).
8. "Two Sides To Every Story" (Dúo con Shelley Nelson) (Chris de Burgh/Graham Lyle) - 3:42
(Tema Nuevo). (Producido por Chris Porter y Chris de Burgh).
9. "Tender Hands" - 4:28
(Producido por Paul Hardiman y Chris de Burgh y publicado originalmente en 1988).
10. "A Spaceman Came Travelling" - 5:04
(Producido por Robin Geoffrey Cable y remezclado por Paul Hardiman). (Versión publicada en 1989).
11. "I Want It, (And I Want It Now!)" (Re-mix por DJ Q-Ball) - 4:24
(Producido por Chris Porter y Chris de Burgh. Remixado y coproducido por DJ Q-Ball y Richard "Raahu"
Gavalis y publicado en 2000).
12. "Patricia The Stripper 2000"
(Producido por Chris Porter y Chris de Burgh). (Versión original producida por Robin Geoffrey Cable y publicada en 1975).
13. "Borderline" - 4:33
(Producido por Rupert Hine y publicado originalmente en 1982).
14. "Say Goodbye To It All" - 5:03
(Producido por Paul Hardiman y publicado originalmente en 1986).
15. "Where Peaceful Waters Flow" - 3:56
(Producido por Rupert Hine y publicado originalmente en 1982).
16. "This Waiting Heart" - 4:09
(Producido por Roy Thomas Baker y publicado originalmente en 1989).
17. "High On Emotion" - 4:24
(Producido por Rupert Hine y publicado originalmente en 1984).